# Nassar Nassar
Nassar Mahmoud Nassar (in arabo نصار محمود نصار‎?; Tiro, 1º gennaio 1992) è un calciatore libanese, difensore dell'Al-Ahed e della nazionale libanese.

## Carriera

### Club
Ha giocato nella prima divisione libanese.

### Nazionale
Nel 2024 è stato convocato per la Coppa d'Asia.

## Palmarès

### Club

#### Competizioni nazionali
- Campionato libanese: 1

Ansar: 2020-2021
- Coppa di Libano: 2

Ansar: 2016-2017, 2020-2021
- Supercoppa di Libano: 4

Ansar: 2021